# Owocnikowce
Owocnikowce (Stenodermatinae) – podrodzina ssaków z rodziny liścionosowatych (Phyllostomidae).

## Rozmieszczenie geograficzne
Podrodzina obejmuje gatunki występujące w Ameryce.

## Systematyka
Do podrodziny należą następujące plemiona:
- Sturnirini G.S. Miller, 1907 – żółtobarczyki
- Stenodermatini P. Gervais, 1856 – owocnikowce